# آن كرينج
آن إم كرينج (بالإنجليزية: Ann M. Kring)‏ هي عالمة نفس أمريكية وأستاذة في جامعة كاليفورنيا، بيركلي. تركز أبحاثها على الفصام والأمراض العقلية. انتخبت زميلة في الجمعية الأمريكية لتقدم العلوم عام 2022.

## النشأة والتعليم
تعلمت كرينج في جامعة بول الحكومية في إنديانا، حيث درست علم النفس. وانتقلت إلى جامعة ستوني بروك لإجراء أبحاث عليا مع التركيز على علم النفس السريري.  اهتمت كرينج بالعلاقة بين التعبير العاطفي والإثارة اللاإرادية لدى المصابين بالفصام. واكملت دراساتها العليا عملت في مستشفى بيلفيو.  

## البحث والوظيفة
في عام 1991، عُيينت كرينج أستاذًا مساعدًا في جامعة فاندربيلت، وأمضت ثماني سنوات في فاندربيلت، وأصبحت أستاذة مشاركة قبل الالتحاق بجامعة كاليفورنيا، بيركلي عام 1999. تعمل كرينج مديرة لمختبر العاطفة والتفاعل الاجتماعي في جامعة كاليفورنيا، بيركلي. وتهتم أبحاثها في كيفية تتغير العمليات العاطفية لدى الأشخاص الذين يعانون من اضطرابات نفسية. وعلى وجه الخصوص، تحقق كرينج في كيفية إصابة الأشخاص المصابين بالفصام بحالة انعدام التلذذ.  تصف انعدام التلذذ بالقدرة المتناقصة للناس على تجربة المتعة. كرينغ هي أيضاً مساهم في مشروع الأدمغة الصحية، وهي دراسة طويلة الأمد تهدف إلى تحديد عوامل التنبؤ بالنتائج العصبية.

## الجوائز والتكريمات
- 1997 جائزة التحالف الوطني لبحوث الفصام والاكتئاب للباحث الشاب[10]
- 2006 جائزة التدريس المتميز[11]
- 2006 جائزة صندوق جوزيف زوبين التذكاري[12]
- 2022 زميل منتخب في الجمعية الأمريكية لتقدم العلوم[13]